# Langhaar-Gundi

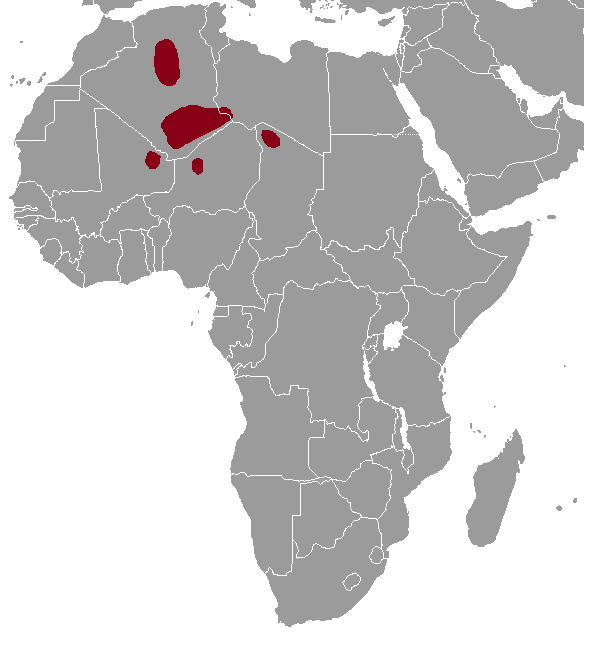
Verbreitungsgebiet des Langhaar-Gundi (rot)

Der Langhaar-Gundi (Massoutiera mzabi), auch Mzab-Kammfinger genannt, ist eine nordafrikanische Nagetierart, die ein disjunktes Verbreitungsgebiet in der Sahara hat. Sie kommt im Zentrum (M'zab) und im Südosten von Algerien (Ahaggar), im Nordosten von Mali (Adrar des Ifoghas), im Niger (Aïr), im Nordwesten des Tschad (Tibesti) und möglicherweise auch im Südwesten Libyens vor. Die Art ist nicht gefährdet.

## Merkmale
Die Tiere erreichen eine Kopf-Rumpf-Länge von 12,5 bis 21 cm, besitzen einen 3,3 bis 8,5 cm langen Schwanz und wiegen bis zu 230 g. Wie alle Gundis hat der Langhaar-Gundi einen kompakten Körper mit dichtem Fell, kurze Ohren, lange, schwarze Vibrissen, große, hoch stehende Augen, kurze Beine, vierzehige Füße und einen Borstenkamm an den beiden inneren Zehen der Hinterfüße. Die Fellfarbe ist variabel und auf dem Rücken normalerweise cremefarben bis rotbraun und am Bauch heller. In Habitaten, die von Basalt geprägt sind, ist der Langhaar-Gundi in den meisten Fällen schokoladenbraun. Von anderen Gundiarten unterscheidet sich der Langhaar-Gundi vor allem durch die stark erweiterte Paukenblase. Der buschige Schwanz ist länger als der des Eigentlichen Kammfingers (Ctenodactylus gundi) und der des Val-Gundi (C. vali), aber kürzer als der des Speke-Kammfingers (Pectinator spekei). Er wird auch zum Balancieren verwendet. Von allen Kammfingern hat der Langhaar-Gundi den längsten Darm. Die Backenzähne sind euhypsodont und mit Cementum überzogen. Die oberen Schneidezähne sind fein gerillt.

## Lebensweise
Der Langhaar-Gundi kommt in Saharagebirgen und am Rand der Hammada vor, die Populationsdichte ist mit 0,3 bis 3,2 Individuen pro Hektar sehr gering. Als einzige Kammfingerart ist der Langhaar-Gundi nicht nur tagaktiv, aber nur während der heißen Jahreszeit. Bei Temperaturen über 20 °C vermeidet er den Aufenthalt in direktem Sonnenschein. Die Tiere sind stiller als andere Kammfingerarten geben aber Alarmrufe von sich wenn ein Beutegreifer erspäht wird. Sie sind Pflanzenfresser, fressen weniger selektiv als der Eigentliche Kammfinger und ernähren sich vor allem von Kreuzblütengewächsen, darunter Moricandia arvensis. Außerdem werden oft Blätter von Reseda-Arten und Federgräser (Stipa) verspeist. Im Sommer von April bis September fressen die Tiere nur vor Sonnenaufgang oder nach Sonnenuntergang, im Winter von November bis März den ganzen Tag über.

## Fortpflanzung
Langhaar-Gundis werden mit sieben bis neun Monaten geschlechtsreif. In guten Jahren können die Weibchen zweimal gebären. Im zentralalgerischen M'zab findet die erste Geburt meist von Januar bis März statt, die zweite von April bis Mai. Pro Wurf werden maximal drei Junge geboren. Die Tragzeit beträgt 60 bis 65 Tage. Ist das Futter knapp oder bei sonstigen ungünstigen Umständen bleibt die Fortpflanzung aus. Die Weibchen können ihre Vagina mit einer Membran verschließen, wenn sie sexuell inaktiv sind. Weibchen sind standorttreu und territorial. Ihr Revier umfasst etwa 1000 bis 2000 m². Von September bis Dezember paaren sich die Tiere. Die Männchen bleiben bis zur ersten Geburt bei den Weibchen, ist ausreichend Futter vorhanden, auch bis zur zweiten. Während dieser Zeit verteidigt das Paar gemeinsam das Revier. Männchen interagieren so gut wie nie mit den Jungtieren, betrachten sie aber aus der Ferne. Bei einem Wechsel des Verstecks bringen die Weibchen die Jungtiere mit dem Maul in das neue. Männliche Jungtiere bleiben bis zum Sommer bei ihren Müttern, Weibchen bleiben länger und übernehmen anschließend, wenn möglich, ein Revier in der Nähe des mütterlichen Territoriums.